# Orthobula radiata
Orthobula radiata là một loài nhện trong họ Phrurolithidae.
Loài này thuộc chi Orthobula. Orthobula radiata được Eugène Simon miêu tả năm 1897.